# Lepisia gaerdesi
Lepisia gaerdesi är en skalbaggsart som beskrevs av Schein 1956. Lepisia gaerdesi ingår i släktet Lepisia och familjen Melolonthidae. Inga underarter finns listade i Catalogue of Life.